# Параджика
Параджика е връх в Калоферската планина, дял от Средна Стара Планина. Висок е 2209 метра.

## Местоположение
Разположен е на североизток от връх Ботев. Седловината Пилешки полог го отделя от разположения на изток съседен връх Юрушка грамада. От северната му страна извират няколко буйни потока, които по-нататък заедно с други образуват Пръскалската река. Северният склон на върха представлява много стръмна, на места отвесна стена с височина около 800 м. Тук се намира и най-непристъпната част от Северния Джендем. Именно тази стена придава и характерният му внушителен вид, гледан от север. Южните склонове са слабо наклонени и оформят дългия едноименен рид Параджика.

## Име
Връх Параджика е известен и с името Параджикчал.

## Маршрути
Изкачването на върха се осъществява обикновено като част от прехода хижа Тъжа – връх Ботев по лятната или зимна колова маркировка. Друг възможен маршрут е изкачването от юг през местността Паниците и дългия едноименен рид, по който е прекарана пътека. Гледката от върха на север към Дунавската равнина и Северния Джендем е изключителна.